# Карел Трейбал
Карел Трейбал (чеськ. Karel Treybal, 2 лютого 1885  — 2 жовтня 1941)  — чехословацький шахіст. 
Трейбал був юристом за освітою. Працював головою окружного суду в містечку Велвари на північний захід від Праги. Трейбал був сильним шахістом-аматором. Його вищим досягненням був поділ 6 — 7 місць з Німцовичем у Карлсбаді 1923 року на півтора очки позаду перших трьох призерів. На тому турнірі він переміг майбутнього чемпіона світу Олександра Алехіна. Він грав за Чехословаччину на трьох шахових олімпіадах: 1930 року в Гамбурзі,  1933 у Фолкстоні й 1935 у Варшаві. На олімпіаді у Фолкстоні збірна Чехословаччини посіла друге місце. 
Під час німецької окупації Трейбал продовжував працювати суддею. 30 травня 1941 його заарештували за звинуваченням у незаконному зберіганні зброї. 2 жовтня суд засудив його до смерті, того самого дня Трейбала стратили. Місце його поховання невідоме. 